# Дегтярьов Михайло Володимирович
Михайло Володимирович Дегтярьов (рос. Михаил Владимирович Дегтярёв; нар. 10 липня 1981 року, Куйбишев, СРСР) — російський політичний і державний діяч. Міністр спорту Російської Федерації з 14 травня 2024 року. Кандидат юридичних наук (2020).
Голова комітету Державної Думи Федеральних Зборів Російської Федерації VII скликання з фізичної культури, спорту, туризму і справах молоді (з 5 жовтня 2016 до 20 липня 2020 року). Депутат Державної Думи Російської Федерації VI i VII скликань (з 21 грудня 2011 по 20 липня 2020 року).
Губернатор Хабаровського краю з 24 вересня 2021 до 14 травня 2024 року.

## Біографія
Михайло Володимирович Дегтярьов народився 10 липня 1981 року в Куйбишеві.
Батько — Дегтярьов Володимир Іванович, заслужений лікар Російської Федерації, хірург, лікар акушер-гінеколог Самарського обласного кардіологічного центру, кандидат медичних наук, протягом своєї кар'єри прийняв більше 50 000 пологів.
Мати — Дегтярьова Світлана Михайлівна, лікар-гастроентеролог вищої категорії. Її батько — Михайло Миколайович Козлов — був другим секретарем Ульяновського обкому КПРС з 1962 до 1972 року й головою комітету народного контролю Ульяновської області з 1972 до 1984 року. У дитинстві Михайло Дегтярьов жив у діда протягом трьох років, поки батьки перебували у відрядженні в Уганді.
1994 року батьки з Михайлом на рік поїхали в Ємен для роботи за контрактом у госпіталі.
1998 року з відзнакою закінчив Самарський міжнародний аерокосмічний ліцей, 2004 року закінчив Самарський державний аерокосмічний університет, факультет двигунів літальних апаратів (спеціальність «інженер»), а також отримав спеціальність «менеджер» в тому ж вузі на факультеті економіки і управління 2005 року.
З 2001 до 2003 року — голова Самарського регіонального відділення молодіжного руху «Ті, що йдуть разом».
У вересні 2003 року Михайло Дегтярьов вступив до партії «Єдина Росія» й руху «Молодіжна Єдність».
З вересня 2003 року до грудня 2005 року — заступник керівника, керівник самарського відділення молодіжного руху «Молодіжна Єдність» партії Єдина Росія, член молодіжного парламенту при Самарській губернській думі, а в травні 2004 року обраний заступником голови молодіжного парламенту.
2004 року став аспірантом кафедри автоматичних систем енергетичних установок СГАУ, а з 2008 року перейшов в статус здобувача наукового ступеня кандидата технічних наук. Згідно з автобіографією, має 25 наукових публікацій на тему техніки й економіки, 3 патенти на винахід, вільно володіє англійською мовою.
2004 року як самовисуванець обраний депутатом Самарської Міської Думи від Жовтневого округу № 9.
У листопаді 2005 року куратор ЛДПР по Поволжжя і депутат Держдуми Юрій Коган, у якого виник конфлікт з координатором Самарського регіонального відділення ЛДПР Віктора Часовських, посилено шукав нову кандидатуру на посаду координатора й пропонував це місце, зокрема, Дегтярьов.
У грудні 2005 року Дегтярьов вступив в члени ЛДПР, 17 лютого Вища рада ЛДПР призначив його в. о. координатором Самарського регіонального відділення ЛДПР. Він також став помічником депутата Державної Думи В. В. Жириновського.
15 квітня 2006 року конференція Самарського регіонального відділення ЛДПР затвердила Дегтярьова координатором.
У жовтні 2006 року взяв участь у виборах глави міського округу Самара.
11 березня 2007 року обраний депутатом Самарської губернської думи від ЛДПР. Працював заступником голови комітету з охорони здоров'я, демографії та соціальної політики; а також входив до складу комітету з культури, спорту і молодіжної політики.
У 2011—2020 роках — депутат Держдуми РФ.
У 2016—2020 роках — голова комітету Державної Думи з фізичної культури, спорту, туризму та справах молоді.

### Губернатор Хабаровського краю
20 липня 2020 року Президент Росії Володимир Путін призначив Дегтярьова тимчасово виконуючим обов'язки губернатора Хабаровського краю. Дегтярьов у свою чергу, заявив про готовність вилетіти в регіон.
21 липня 2020 року Дегтярьова було представлено Уряду Хабаровського краю.
24 вересня 2021 року Дегтярьов вступив на посаду губернатора Хабаровського краю. На виборах за нього проголосувало 56,77% виборців.
15 листопада 2021 року Указом Президента Російської Федерації Михайла Дегтярьова включено до складу Державної Ради Російської Федерації.

## Санкції
Через підтримку російської агресії та порушення територіальної цілісності України під час російсько-української війни перебуває під персональними міжнародними санкціями різних країн.
З 12 березня 2022 року перебуває під санкціями всіх країн Європейського союзу.
З 16 вересня 2022 року перебуває під санкціями Великої Британії.
З 6 серпня 2014 року перебуває під санкціями Канади.
З 16 березня 2022 року перебуває під санкціями Швейцарії.
З 1 жовтня 2020 року перебуває під санкціями Австралії.
Указом президента України Порошенко Петро Олексійович від 21 червня 2018 року перебуває під санкціями України.
З 3 травня 2022 року перебуває під санкціями Нової Зеландії.